# Tipula (Lunatipula) horsti
Tipula (Lunatipula) horsti is een tweevleugelige uit de familie langpootmuggen (Tipulidae). De soort komt voor in het Palearctisch gebied.